# Штаєрман Михайло Якович
Миха́йло Я́кович Шта́єрман (18 жовтня 1904, Рівне — 17 лютого 1983, Харків) — український графік.

## Біографія
1929 року закінчив Харківський художній інститут у Семена Прохорова. Серед учителів також Михайло Шаронов, Олексій Кокель.
Учасник бойових дій у роки Німецько-радянської війни.
Був членом Об'єднання сучасних митців України, від 1974 року був членом Харківської організації Спілки художників України.
Від 1939 року брав участь у республіканських і міжнародних виставках. Персональна виставка відбулася 1965 року в Києві.

## Творчість
Працював у галузі станкової графіки та книжкової ілюстрації.
- Серії малюнків:
  - «Життя Олександра Пушкіна» (1937),
  - «Перша Кінна» (1939—1940)
- Ілюстрації до книг:
  - «Петро Перший» Олексія Толстого (1947),
  - «Аргонавти Всесвіту» Володимира Владка, видання 1947 року,
  - «Вогонь» Анрі Барбюса (1948),
  - «Собор Паризької Богоматері» Віктора Гюго (1952),
  - «Буковина. Вибрані твори» Юрія Федьковича (1957),
  - «Векша» Бориса Комара (1960),
  - «Цвіт під снігом» Володимира Синенка (1961).

## Електронні джерела
- Рівненська обласна організація Національної спілки художників України
- Художники Харківщини